# NGC 3350
NGC 3350 في الفهرس العام الجديد، هي مجرة، تقع في كوكبة الأسد الأصغر. اكتشفت في 10 أبريل 1831 بواسطة جون هيرشل.

## روابط خارجية
- NGC 3350 على موقع ويكي سكاي: DSS2, SDSS, GALEX, IRAS, Hydrogen α, X-Ray, Astrophoto, Sky Map, Articles and images